# Фарол-да-эдукасан
Фаро́л-да-эдукаса́н (Farol da Educação с порт. — «Маяк образования») — система публичных библиотек, созданная правительством бразильского штата Мараньян. 

## История
Система под названием фарол-ду-сабер (Farol do Saber с порт. — «Маяк знаний») с 1994 года существует в различных районах города Куритиба (столице штата Парана) и некоторых других городах этого штата (Рибейран-ду-Пиньял, Боа-Виста-да-Апаресида, Паранаваи), однако не получила такого широкого распространения, какое впоследствии приобрели подобные библиотеки в Мараньяне. Создателей проекта вдохновили Александрийский маяк и Александрийская библиотека.
Первая аналогичная библиотека была открыта в июле 1997 года в городе Пасу-ду-Лумиар, положив начало образовательному проекту Департамента образования штата Мараньян. Проект строительства первых 23 библиотек, по данным журнала Nova Escola, был оценён в 1 300 000 реалов. Строительство библиотек осуществлялось за счёт средств правительства штата и Национального фонда развития образования (FNDE).

## Архитекутурный проект
Все библиотеки системы «Фарол-да-эдукасан» построены по единому проекту — в форме маяка высотой десять метров с балконом наверху. В основании маяка находится строительная конструкция, где располагаются пространство для хранения книг и технические помещения. Площадь такого пространства составляет 88 квадратных метров.

## Современное состояние
В 2013 году в штате Мараньян насчитывалось 117 библиотек системы «Фарол-да-эдукасан». Каждая из них располагает шестью сотрудниками и фондом из пяти тысяч книг. Библиотеки совместно со школами проводят такие мероприятия, как лекции и чтение вслух. 